# Piretanid
A piretanid (INN: piretanide) szulfonamid típusú vízhajtó gyógyszer. Különböző ödémák, szívelégtelenség, enyhébb magas vérnyomás, és a kalcium-ürítést fokozó hatása miatt hypercalcaemia(en) kezelésére alkalmazzák. Gyakran atenolollal együtt adják magas vérnyomás és ödéma ellen.
A VIII. Magyar Gyógyszerkönyvben Piretanidum    néven hivatalos.  

Tiltott doppingszer.

## Hatásmód
A piretanid a csúcshatású, más néven kacsdiuretikumok csoportjába tartozik. A Henle-kacs(en) felszálló vastag részén hat elsősorban, ahol gátolja a Na+, Cl-, Ca2+ és Mg2+ visszaszívódását, így fokozza ezen ionok kiürülését is. Ezen felül közvetlen hatása lehet a proximális tubulusokra.

## Mellékhatások, ellenjavallatok
Ellenjavallatok: súlyos máj- vagy vesekárosodás, anuria(en), Addison-kór, a terhesség első trimesztere, szoptatás, vizelési nehézségek.
Fokozott figyelem szükséges só-vízháztartás egyensúlyzavar(en), májzsugor, köszvény, cukorbetegség, idős kor, súlyos szív-, vese- vagy májkárosodás esetén.
A piretanid felerősítheti más gyógyszerek (pl. az aminoglikozidok(en)) ototoxikus(en) és a cefalosporinok nefrotoxikus(en) hatását. Metolazonnal(en) együtt adva súlyos só-vízháztartás egyensúlyzavar alakulhat ki.
A nem-szteroid gyulladáscsökkentő gyógyszerek csökkenthetik a piretanid hatását. A probenecid(en) csökkentheti a piretanid nátriumion-koncentrációt csökkentő hatását.
Tartós kezelés esetén kálium-, kalcium és/vagy magnéziumhiány (hypokalaemia, hypomagnesaemia(en), hypocalcaemia(en)), a fokozott Cl--ürítés miatt pedig ellúgosodás (alkalózis) alakulhat ki.
Súlyos mellékhatás a sokszor visszafordíthatatlan süketség, ezért a halláskárosodás megjelenésekor abba kell hagyni a szedést. Ilyenkor nem alakul ki végleges halláskárosodás.
További mellékhatások: hányás. allergia, a vér lítiumszintjének emelkedése.

## Adagolás
Akut tüdőödéma ill. agyödéma(en) esetén intravénásan alkalmazzák.
Szájon át a napi adagja
- szívelégtelenség okozta ödéma esetén 3–6 mg, melyet legfeljebb 30 mg-ig lehet növelni
- magas vérnyomás ellen 6–12 mg. A kezdő adag 6 mg, amelyet szükség esetén 2–4 hét elteltével lehet növelni újabb 6 mg-mal. A maximális napi adag 18 mg.

Idősek esetén a piretanid lassabban ürül, ezért alacsonyabb kezdő adag szükséges.
Akut és krónikus veseelégtelenség esetén a napi dózis ennél jóval magasabb lehet.

## Fizikai/kémiai tulajdonságok
Sárgásfehér por. Vízben alig, vízmentes etanolban mérsékelten oldódik. Intenzív világoskék fluoreszcens fényt bocsát ki 366 nm-es UV-sugárzás hatására.
LD50-értéke szájon át:  5601 mg/tskg patkány, 3672 mg/tskg egér esetén.

## Készítmények
A nemzetközi gyógyszerkereskedelemben:
- Arelix
- Arelix Mite
- Arelix RR
- Arlix
- Betarelix
- Betarelix Mite
- Diural
- Eurelix
- Midaten
- Perbilen
- Pirenex
- Tauliz Tablets
- Tauliz Injection

Ramiprillel kombinációban:
- Arelix ACE
- Aretensin
- Prilace
- Trialix

Magyarországon nincs forgalomban.